# Apristurus indicus
Apristurus indicus – gatunek ryby chrzęstnoszkieletowej z rodziny Pentanchidae, występujący na zachodzie Oceanu Indyjskiego w Zatoce Adeńskiej u wybrzeży Somalii, Jemenu i Omanu oraz na południowym wschodzie Oceanu Atlantyckiego u wybrzeży Namibii i Republiki Południowej Afryki na głębokości 1289–1840 metrów. Dorosłe osobniki osiągają około 34 cm długości. Podobnie jak inne Pentanchidae, jest jajorodny.